# 吳相
吳相（1514年—？），字汝立，號蓬岩，直隸順德府内丘縣人，民籍，明朝政治人物。

## 生平
嘉靖十六年（1537年）丁酉科順天府鄉試第四十九名舉人。嘉靖十七年（1538年）中式戊戌科會試第二百九十一名，登進士第三甲第一百零一名。授江西建昌府推官，二十四年十二月选授浙江道試監察御史，二十五年九月實授，二十七年巡按直隶，出为河南府知府，升湖广按察司苏松兵备副使，三十二年八月因御倭不力，令停俸戴罪管事。

## 家族
曾祖吳叄；祖父吳真；父吳聰。嫡母張氏；生母呂氏。慈侍下。